# 保罗·伊莱亚斯·亚历山大
保罗·伊莱亚斯·亚历山大（英語：Paul Elias Alexander）、又称保罗·亚历山大，是一名加拿大卫生研究员，曾在美国特朗普政府担任卫生与公众服务部官员。
2020年，他担任美国卫生及公共服务部负责公共事务的助理部长迈克·卡普托的科学顾问，因组织参与了联邦政府控制科学家和公共卫生机构防疫工作，而受到广泛关注。在2020年12月公布的报告中显示，他曾在政府内部游说官员采取群体免疫手段控制疫情。他主张开放大学以实现学生大规模感染。此外他还试图阻碍与特朗普政府言论相反的科学家和公共卫生机构发声。

## 教育背景
亚历山大在加拿大麦克马斯特大学获得流行病学学士学位，之后在英国牛津大学获得硕士学位。2015年，他在麦克马斯特大学获得博士学位。
他曾在麦克马斯特大学获得一个无薪的兼职助理教授合同。在他受到公共质疑后，2020年9月，麦克马斯特大学发布声明称他目前不在大学任教。2017年至2019年12月，亚历山大受雇于美国华盛顿特区的美国传染病学会，专门从事系统评价。此外他还参与到几个临床实践指南的编撰工作。

## 政治生涯
2020年4月，迈克尔·卡普被白宫任命为美国卫生与公共服务部公共事务助理部长。卡普此前是脱口秀节目主持人，并无医学背景。因此在他与特朗普通话后，他选择了此前经常出席节目中谈论科学话题的保罗·亚历山大，并聘请亚历山大担任科学顾问。
亚历山大和卡普托在任期间，试图控制科学家和卫生官员就冠状病毒大流行的公开报告，特别是意图影响美国疾病控制中心的报告正文，使其与特朗普的公开声明相符。亚历山大曾向疾控中心的《发病率和死亡率周报》施压，并意图成为控制周报内容的批准人，然而这一尝试并未能得逞。
在已公布的电子邮件中，亚历山大和卡普托还企图让疾病控制中心的科学家闭嘴，并质疑他们的研究结果。他们称疾病控制中心官员所说是“欺凌和恐吓运动”，这场闹剧持续了五个多月。在美国疾病控中心工作了32年的首席副主任安妮·舒查特博士接受了《美国医学协会杂志》的采访。期间她呼吁公众佩戴口罩以防止病毒传播。随后亚历山大在给卡普托信中称，舒查特是在“奸诈”，并声称“她的目的是让总统难堪。”2020年6月20日，他在给疾病预防控制中心主任罗伯特·雷德菲尔德的信中，批评了疾病预防控制中心关于COVID-19对孕妇的危害报告。亚历山大称这份报告反映了疾控中心的认知局限性，并称它会“吓坏妇女” ，并给读者一种印象：“总统和他的政府无法解决这个问题，而且情况正在变得更糟”。他表示“疾病预防控制中心正在通过他们提出的东西来破坏总统的权威”。2020年9月份，一个国会委员会要求交代他与疾控中心就COVID-19死亡及感染情况的洽谈内容、羟氯喹作为一种治疗方法，以及病毒对儿童的影响等信息。其中包括2020年8月8日，他写信给雷德菲尔德，要求后者修改已经发布的报告，并要求允许他参与到发表前的审查和撰写工作。
2020年8月、9月初，亚历山大曾写信给美国国家卫生院，企图向安东尼·福奇博士直接施压。他要求福奇不应鼓励孩子们在学校戴口罩，或者对孩子们进行COVID-19核酸检测。福奇后来称他没有收到这类信息，即使收到了也仍会坚持己见。
随后对于亚历山大的批评开始增加，2020年9月14日，卡普托在自己个人网站上发布了一段Facebook Live视频，辩称《纽约时报》的报道是“虚假指控”和“诡异阴谋论”。此前《纽约时报》曾报道称，卡普托曾指责疾控中心存在一个决心破坏特朗普的“抵抗组织”（resistance unit），并呼吁特朗普的支持者为暴动做好准备。在同一段视频中，卡普托赞扬亚历山大是个“天才” （genius），并为后者行为辩护。两天后，美国卫生与公众服务部宣布卡普托将休假60天，而亚历山大将永久离开。在同日的参议院听证会上，雷德菲尔德对卡普托的说法表示“深切悲痛”（deeply saddened），他称那些说法“不是真的”，并表示“每周简讯的科学诚信并未受到损害，这种情况不会在我的任期内发生。”在亚历山大被赶下台和卡普托休假两天后，疾控中心撤销了备受批评的声明。该声明曾称与感染了冠状病毒的人有过密切接触的无症状人群不需要接受病毒检测。当时那份声明遭到了科学家的反对，并且未能经过疾控中心的正常科学审查程序就被卫生部和白宫发布在疾控中心的官网上。
与此同时，亚历山大的母校麦克马斯特大学也与他划清界限，它声明“他的言论并不能代表麦克马斯特大学或者健康研究方法、证据及影响系的立场”。
在被美国卫生部开除后，他接受了《多伦多环球邮报》采访。期间他为自己的行为进行辩护，称他希望美国疾控中心的报告“更加乐观，这样人们就会更有信心外出消费”，并称“机构意见不应该与任何总统政策相违背”。亚历山大还表示自己比美国疾控中心的科学家更适合处理数据，“没有人具备我的才华”。
2020年12月16日，美国《政客》披露，亚历山大曾在7月3日、7月4日、7月24日在向美国卫生部和美国食品药品监督管理局的官员信件中表示，“如果病毒现在更具传染性，谁在乎呢？如果病毒让更多年轻人感染，谁在乎呢？”“我们需要利用他们（美国青年）来建立群体免疫，我们想让他们感染病毒。”“让孩子和年轻人感染病毒，以此来获得自然免疫力。”